# Egmont Prinz zur Lippe-Weißenfeld
Egmont Prinz zur Lippe-Weißenfeld (ur. 14 lipca 1918, zm. 12 marca 1944) – niemiecki pilot szlacheckiego pochodzenia, as nocnego myślistwa Luftwaffe w czasie II wojny światowej. Tytuł honorowy asa myślistwa nadawany jest pilotom wojskowym, którzy zestrzelili 5 lub więcej samolotów nieprzyjaciela w trakcie podniebnych bitew. Lippe-Weißenfeldowi naliczono 51 podniebnych zwycięstw, wszystkie uznając za nocne.
Prinz zur Lippe-Weißenfeld urodził się 14 lipca 1918 roku w Salzburgu, w Austrii. W 1936 wstąpił do austriackich sił zbrojnych Bundesheery, by później zostać przeniesionym do dopiero powstającego Luftwaffe. Początkowo służył jako pilot-zwiadowca w skrzydle Zerstörergeschwader 76 (ZG 76), nim przeszedł do oddziału nocnego myślistwa. Swoje pierwsze zwycięstwo odniósł w nocy z 16 na 17 listopada 1940 roku. Do końca marca zgromadził 21 powietrznych zwycięstw, za które 16 kwietnia 1942 został odznaczony Krzyżem Rycerskim Krzyża Żelaznego (Ritterkreuz des Eisernen Kreuzes). Za 45 podniebnych zwycięstw, 2 sierpnia 1943 otrzymał Krzyż Rycerski Krzyża Żelaznego z Liśćmi Dębu (Ritterkreuz des Eisernen Kreuzes mit Eichenlaub). Awansowany na Majora w styczniu 1944, dostał za zadanie kierowania oddziałem Nachtjagdgeschwader 5 (NJG 5). Niedługo później, 12 marca 1944, zginął w katastrofie lotniczej w samolocie Messerschmitt Bf 110.

## Życie prywatne
Egmont Prinz zur Lippe-Weißenfeld urodził się 14 lipca 1918 roku w Salzburgu jako członek młodszej gałęzi panującego rodu Lippe. Jego ojcem był Książę Alfred z Lippe-Weißenfeld a jego matką Hrabina Anna von Goëß. Egmont był jedynym synem z czworga dzieci. Był również najstarszym z rodzeństwa. Jako chłopiec mieszkał ze swoją rodziną w zamku Alt Wartenburg w Górnej Austrii. Po narodzinach Egmont miał niewielką szansę odziedziczenia tronu w księstwie Lippe, małego państwa Cesarstwie Niemieckim. Zaledwie kilka miesięcy po jego urodzeniu, w wyniku rewolucji listopadowej Niemcy stały się republiką a wszystkie dotychczas panujące rody zostały zmuszone do abdykowania.
Prinz zur Lippe-Weißenfeld w młodości zachwycał się dziką przyrodą. Od czternastego roku życia brał udział w polowaniach, interesował się również muzyką i sportem. Odkrył w sobie miłość do latania na Gaisberg w pobliżu Salzburga, gdzie brał lekcje nauki latania szybowcem. Jeszcze przed służbą wojskową uczył się latać z drugim pułkiem lotniczym w Grazu i Wiener-Neustadt.
Prinz zur Lippe-Weißenfeld nigdy nie był żonaty ani nie miał dzieci. W styczniu 1941 spotkał się z Hannelore Ide, zwaną Idelein, sekretarką w Luftgau, jednym z administracyjnych obszarów dowodzenia. Ich związek był bardzo bliski. Dwójka spędzała ze sobą tyle czasu, na ile pozwalała wojna, a wolną chwilę wykorzystywali na rejsy żaglowcem po IJsselmeer.

## Służba wojskowa
Prinz zur Lippe-Weißenfeld w 1936 roku w wieku 18 lat dołączył do austriackiej Bundesheery, początkowo służąc w piechocie. W konsekwencji Anschlussu w 1938 i przyłączenia Austrii do III Rzeszy, Egmont w 1939 przeszedł do niemieckiej Luftwaffe i został awansowany na porucznika. 5 października 1938 po ukończeniu kursu pilotażu uzyskał Odznakę Pilota Luftwaffe. Dalsze szkolenia kontynuował w Fürstenfeldbruck, Schleißheim i Aspern w Wiedniu. Karierę w Luftwaffe rozpoczął w II Gruppe (druga grupa) Zerstörergeschwader 76 (ZG 76), by 4 sierpnia 1940 zostać przeniesionym do skrzydła nocnego myślistwa Nachtjagdgeschwader 1 (NJG 1). Oddział był ulokowany w Gütersloh, gdzie Egmont zapoznawał się z metodami nocnego myślistwa.

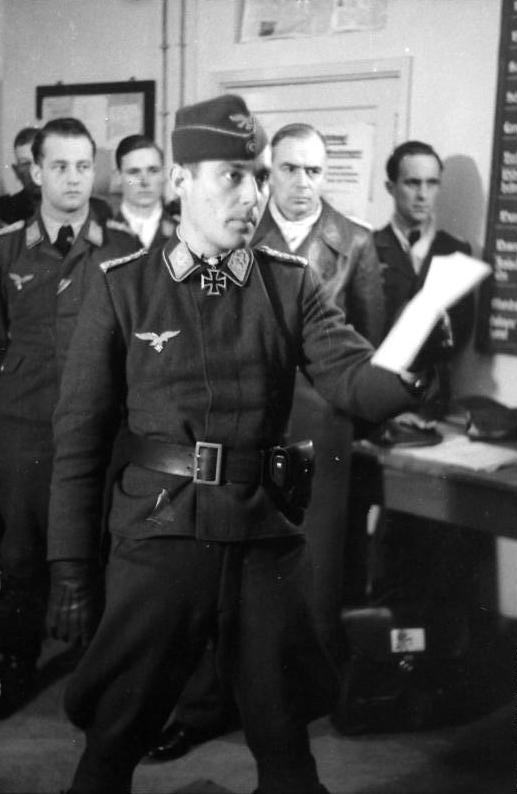
Nocny briefing w siedzibie grupy

Latem 1940 pierwsze nocne myśliwce zostały przekazane do Leeuwarden w Holandii. Jednym z pilotów, którzy zostali włączeni w skład tego oddziału był Prinz zur Lippe-Weißenfeld. Już 20 października 1940 objął dowództwo nad niezależną eskadrą (Staffel) nocnych myśliwców w Schiphol, a następnie w Bergen. W swojej pierwszej potyczce z Królewskimi Siłami Lotniczymi Wielkiej Brytanii (RAF), w nocy z 16 na 17 listopada 1940 o godzinie 2:05 zestrzelił bombowca Vickers Wellington ze 115. Eskadry sił powietrznych RAF. Blisko 2 miesiące później, nad holenderskim wybrzeżem niedaleko Callantsoog, Egmont zestrzelił drugą maszynę nieprzyjaciela, tj. średniej wielkości bombowiec Armstrong Whitworth Whitley N1521 z Linton-on-Ouse z 58. Eskadry RAF. 13 marca 1941, podczas lotu BF 110 D-2 z 4. eskadry NJG 1 Prinz zur Lippe-Weißenfeld i jego operator, Josef Renette, zostali ranni w wyniku awaryjnego lądowania w Bergen spowodowanego ostrzałem nieprzyjaciela. Niedługo po północy 10 kwietnia 1941, nad jeziorem IJsselmeer, Egmont zestrzelił kolejnego Wellingtona, tym razem z 12. eskadry RAF, i tym samym liczba strąceń wrogich maszyn w skali całego oddziału NJG 1 wyniosła 100. Osiągnięcie to podkreślono w hotelu Amstel w Amsterdamie w obecności generała Josefa Kammhubera, Wolfganga Falka, Wernera Streiba, Helmuta Lenta i innych. 30 czerwca 1941 podczas lotu BF 110 C-4 w misji szkoleniowej polegającej na przejęciu samolotu nad Holandią Północną, zderzył się z inną maszyną BF 110 C-7, pilotowaną przez porucznika Rudolfa Schoenerta z 4. eskadry NJG 1 i rozbił się w pobliżu Bergen aan Zee. 19 czerwca 1941 pierwszy raz (z czterech) wspomniano o nim w Wehrmachtbericht, codziennym raporcie radiowym Oberkommando der Wehrmacht (Naczelnego Dowództwa Wehrmachtu) z sytuacji wojskowej na wszystkich frontach. W lipcu 1941 ilość jego powietrznych zwycięstw wynosiła 10. 15 listopada 1941 awansował na porucznika (Oberleutnant) 5. eskadry (Staffel) Nachtjagdgeschwader 2 (NJG 2). Do końca 1941 miał na koncie 15 podniebnych zwycięstw.
25 stycznia 1942 został odznaczony Złotym Krzyżem Niemieckim oraz 16 kwietnia 1942 Krzyżem Rycerskim Krzyża Żelaznego po tym, jak strącił 4 bombowce jednej nocy, z 26 na 27 marca 1942, a jego wynik stanął na 21 zwycięstwach. Wyczyn ten przyniósł mu trzecią wzmiankę w Wehrmachtbericht 27 marca 1942. W lipcu 1942 został jednym z wiodących asów nocnego myślistwa z 34 podniebnymi zwycięstwami.
1 października 1943 został awansowany na Kapitana (Hauptmann). Prinz zur Lippe-Weißenfeld został Gruppenkommandeur I. Gruppe (pierwszej grupy) Nachtjagdgeschwader 3, gdzie strącił 3 kolejne myśliwce nieprzyjaciela. 31 maja 1943 został ponownie przeniesiony, przyjmując dowództwo III. Gruppe (trzeciej grupy) NJG 1. Miesiąc później osiągnął 45 podniebne zwycięstwo, za które 2 sierpnia 1943 został odznaczony Krzyżem Rycerskim Krzyża Żelaznego z Liśćmi Dębu.
Po miesięcznym pobycie w szpitalu, Prinz zur Lippe-Weißenfeld 20 lutego 1944 awansował na Majora i został Geschwaderkommodore Nachtjagdgeschwader 5 (NJG 5). On i jego załoga, Oberfeldwebel Josef Renette i Unteroffizier Kurt Röber, zginęli w katastrofie lotniczej 12 marca 1944 w rutynowym locie z Parchim do Athies-sous-Laon. Nad Belgią mieli do czynienia z zamiecią śnieżną i zachmurzeniem. Samolot rozbił się na jednym ze szczytów w Ardenach, będąc zmuszonym do obniżenia lotu z powodu tworzenia się lodu na skrzydłach. Dokładne okoliczności tego lotu nie są znane. Całkowicie spalony wrak BF 110 G-4 C9+CD został znaleziony następnego dnia w pobliżu Saint-Hubert. Pogrzeb odbył się w miejskim kościele w Linzu 15 marca 1944. Prinz Egmont zur Lippe-Weißenfeld został pochowany obok Heinricha Prinza zu Sayn-Wittgensteina w Ysselsteyn, w Holandii.

## Odznaczenia
- Frontflugspange w złocie[18]
- Żelazny Krzyż (1939)
  - 2 klasy (17 grudnia 1940)[19]
  - 1 klasy (17 stycznia 1941)[19]
- Czarna Odznaka za Rany[18]
- Krzyż Niemiecki w złocie (25 stycznia 1942)[20]
- Krzyż Rycerski Krzyża Żelaznego z Liśćmi Dębu
  - Krzyż Rycerski (16 kwietnia 1942)[21][22]
  - Liście Dębu (2 sierpnia 1943)[21][23]
- Czterokrotnie wspomniany w Wehrmachtbericht